# Эпоха Регентства (Великобритания)

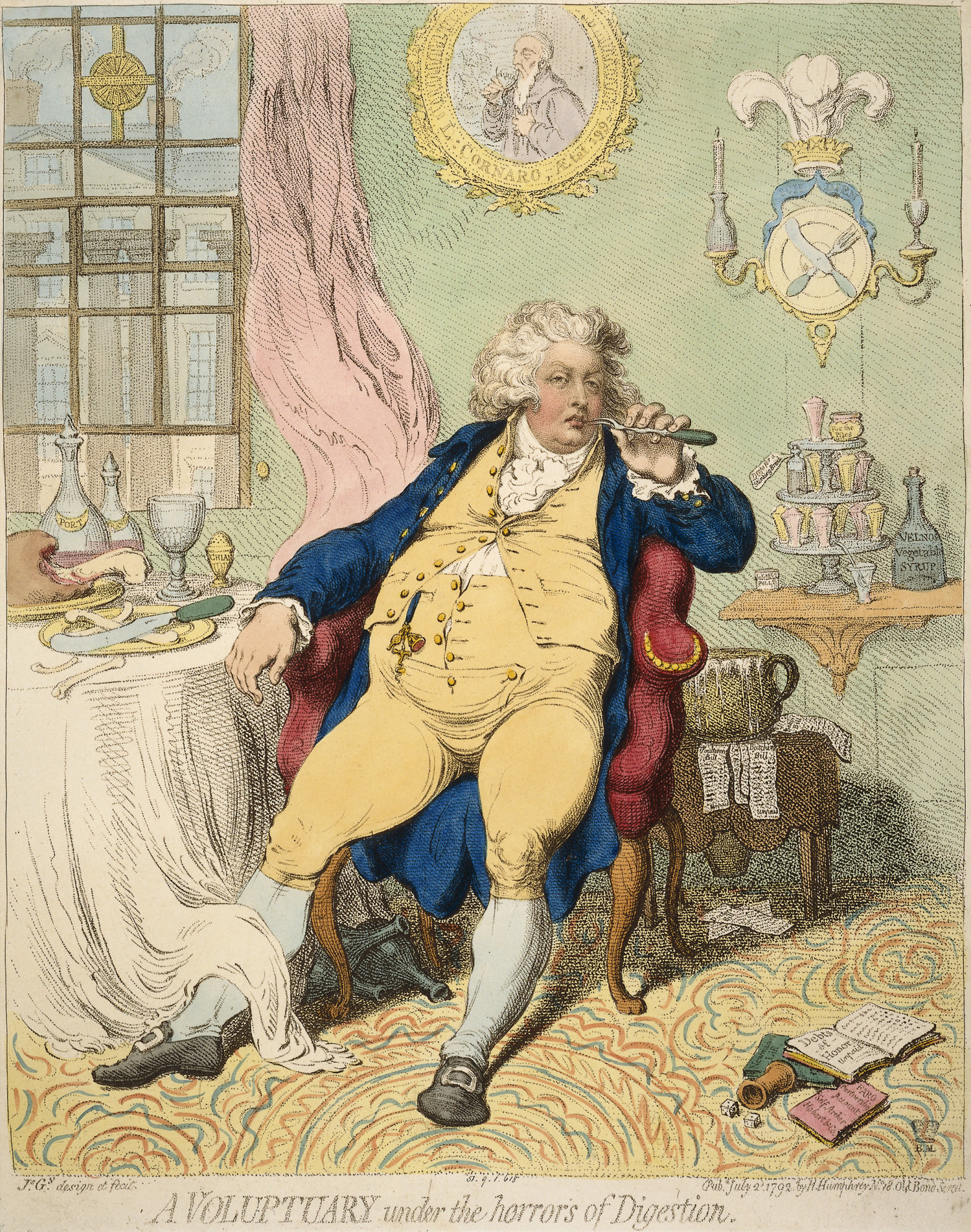
Принц-регент наутро после ночного разгула. Карикатура Джеймса Гилроя

Английское Регентство, или просто Регентство — наименование периода в истории Англии с 1811 по 1820 гг. В течение этого времени принц-регент, в будущем король Георг IV, правил государством по причине недееспособности своего отца Георга III.
Иногда этот термин расширяется, распространяясь на года до и после непосредственно правления принца-регента (1811—1830). В этом понимании Регентство охватывает первую треть XIX века, то есть эпоху Наполеоновских войн.
Личность принца-регента, который вёл разгульный и весёлый образ жизни, наложила на эту эпоху отпечаток не меньший, чем личность примерной жены и матери королевы Виктории на викторианскую эпоху. Жизнь принца Георга была экстравагантной, он имел множество любовниц и любил азартные игры.
Эпоха Регентства — это время появления денди, первым из которых стал Красавчик Браммел. Высоко ценятся элегантность и остроумие, а кипящая энергия приводит к большим достижениям в науке и искусствах. Англия превращается в лидера не только в политике, но и в образе жизни, что приводит к появлению англомании на континенте.
Эпохе Регентства присущ особенный стиль в искусстве, что также выделяет её в отдельный период. В искусстве он совпадает с царившими на континенте стилями ампир и рококо, но обладает английскими особенностями. Ярким представителем регентской архитектуры был Джон Нэш.

## Известные личности

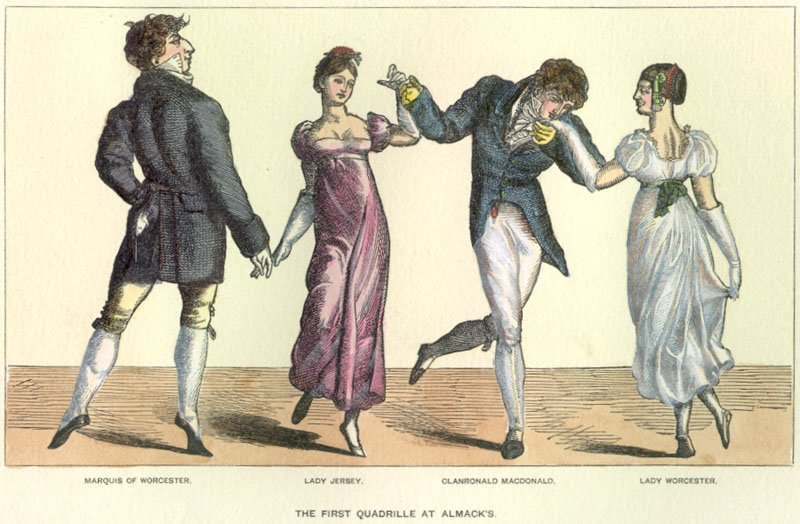
Первая кадриль в Олмаке

- Джордж Браммел, знаменитый щёголь и денди
- лорд Байрон
- Кольридж
- Вальтер Скотт
- Перси Биши Шелли
- Джейн Остин
- герцог Артур Уэлсли Веллингтон
- адмирал Горацио Нельсон
- леди Гамильтон
- Джон Китс

## В литературе
- Повседневной жизни эпохи Регентства посвящены различные романы Джейн Остин и «Ярмарка тщеславия» Теккерея.
- Исторические романы, посвящённые светской жизни этой эпохи, пишет Д. Хейер.
- Основоположницей жанра любовного романа, использующего в качестве фона эпоху Регентства, считается Джудит Макнот.
- Действие романа Сюзанны Кларк «Джонатан Стрендж и мистер Норрелл» происходит в эпоху Регентства; в романе подробно раскрываются образ жизни и нравы эпохи через призму фантастического, появляются многие важные фигуры эпохи, в том числе Байрон и Веллингтон.